# Carabus nitens
Carabus nitens là một loài bọ cánh cứng bản địa miền Cổ bắc. Ở châu Âu, nó được tìm thấy ở Áo, Belarus, Bỉ, Quần đảo Anh, Cộng hòa Séc, Đan Mạch, Estonia, Phần Lan, Pháp, Đức, Ireland, Kaliningrad, Latvia, Litva, Luxembourg, Bắc Ireland, Na Uy, Ba Lan, România, Nga, Slovakia, Thụy Điển, Hà Lan và Ukraina.

## Hình ảnh

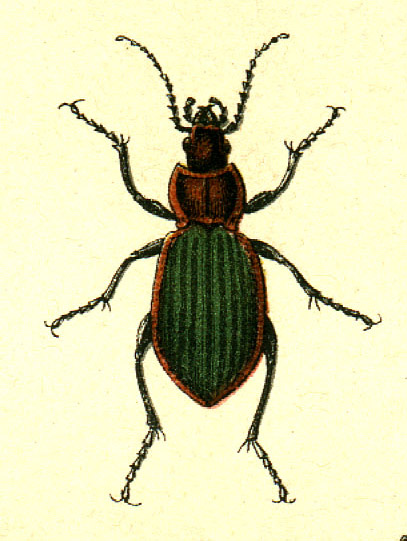
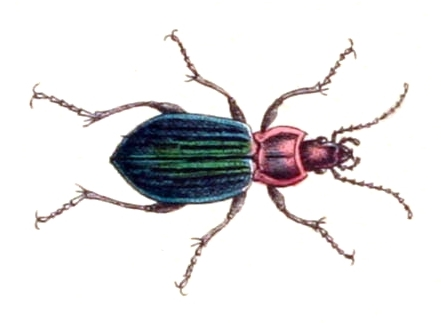
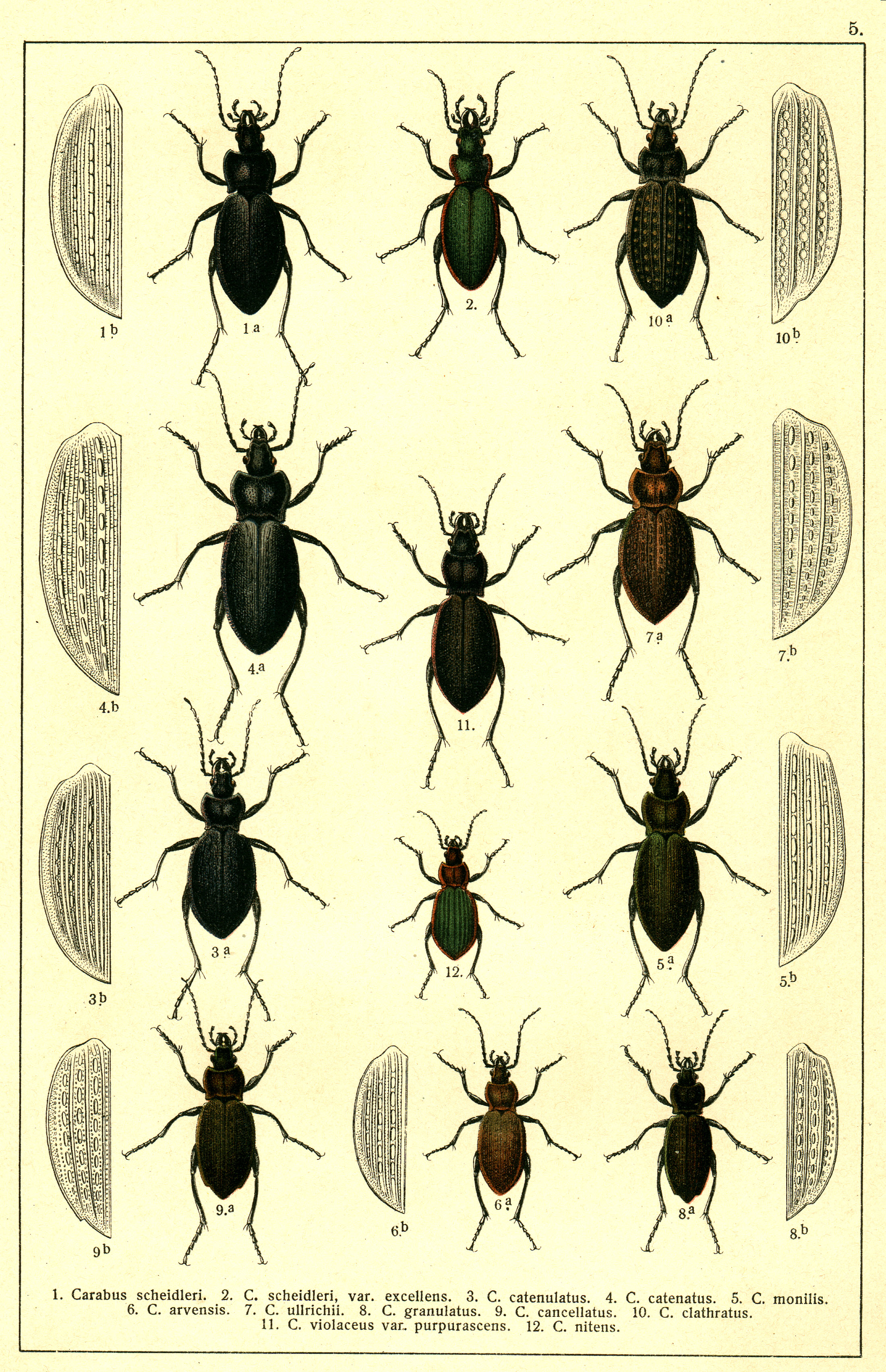
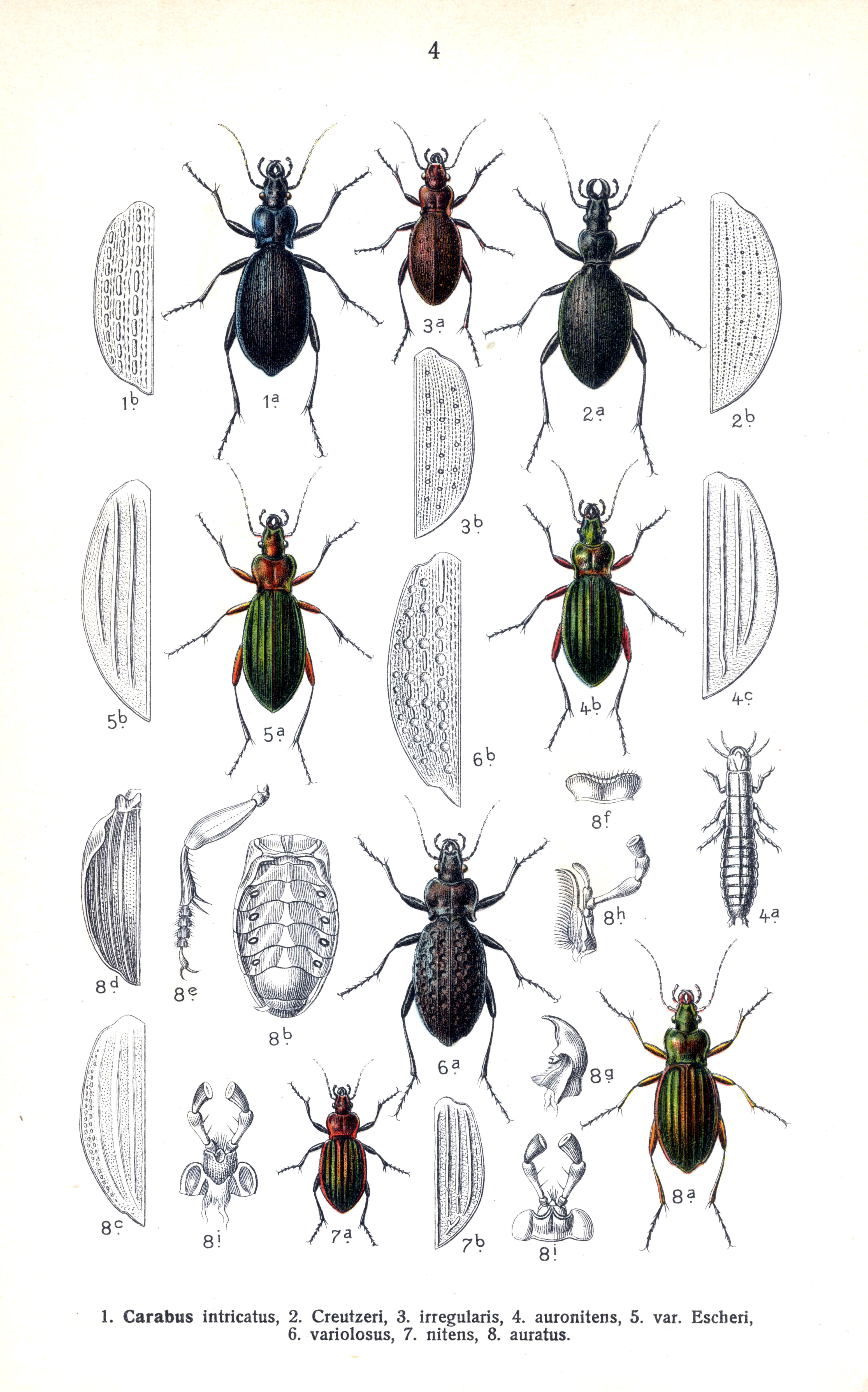